# The Great Escape (album de Blur)
Pour les articles homonymes, voir The Great Escape.
Albums de Blur
Parklife
(1994) Blur
(1997)
The Great Escape est le quatrième album du groupe pop-rock britannique Blur, sorti en 1995. Il reçut dès sa sortie à la fois d'excellentes critiques et d'importantes ventes, atteignant même la première place des charts en Angleterre. Il fut d'ailleurs certifié Triple Disque de Platine. C'est aussi grâce à cet album que le groupe a pu intégrer pour la première fois le hit-parade américain (en entrant directement à la cent-cinquantième place).
Pas moins de quatre singles furent extraits de cet album : The Universal, Charmless Man, Stereotypes, It Could Be You et Country House, leur premier numéro 1, qui leur permit notamment de battre le Roll With It d'Oasis, leur principal rival sur la scène du rock anglais des années 90, alors même qu'Oasis les avait déjà doublés avec l'album (What's the Story) Morning Glory?, sorti la même année.

## Caractéristiques artistiques
L'album The Great Escape se veut être une sorte de « concept album », la plupart des chansons étant liées par un thème commun, à savoir la solitude et le détachement. Sur quinze chansons, dix font en effet clairement référence à cette solitude. Damon Albarn, auteur-compositeur et leader du groupe, révèlera plus tard que la plupart des chansons présentes sur The Great Escape, sinon la totalité, étaient en fait à son sujet (pour preuve on pourra noter, par exemple, que le nom Dan Abnormal n'est autre qu'une anagramme de Damon Albarn).
Malgré le succès critique et public de l'album, Damon Albarn avoua à la presse en 2007 qu'il considérait qu'avec Leisure, son premier album au sein de Blur, The Great Escape était son plus mauvais album.

## Fiche technique
Les crédits sont issus du livret inclus dans la pochette du disque.

### Liste des titres
Toutes les chansons sont écrites par Damon Albarn et composées et interprétées par Damon Albarn, Graham Coxon, Alex James et Dave Rowntree.
| The Great Escape | The Great Escape      | The Great Escape | The Great Escape | The Great Escape | The Great Escape | The Great Escape | The Great Escape | The Great Escape | The Great Escape |
| No               | Titre                 | Durée            |                  |                  |                  |                  |                  |                  |                  |
| ---------------- | --------------------- | ---------------- | ---------------- | ---------------- | ---------------- | ---------------- | ---------------- | ---------------- | ---------------- |
| 1.               | Stereotypes           | 3:10             |                  |                  |                  |                  |                  |                  |                  |
| 2.               | Country House         | 3:57             |                  |                  |                  |                  |                  |                  |                  |
| 3.               | Best Days             | 4:49             |                  |                  |                  |                  |                  |                  |                  |
| 4.               | Charmless Man         | 3:34             |                  |                  |                  |                  |                  |                  |                  |
| 5.               | Fade Away             | 4:19             |                  |                  |                  |                  |                  |                  |                  |
| 6.               | Top Man               | 4:00             |                  |                  |                  |                  |                  |                  |                  |
| 7.               | The Universal         | 3:58             |                  |                  |                  |                  |                  |                  |                  |
| 8.               | Mr. Robinson's Quango | 4:02             |                  |                  |                  |                  |                  |                  |                  |
| 9.               | He Thought of Cars    | 4:15             |                  |                  |                  |                  |                  |                  |                  |
| 10.              | It Could Be You       | 3:14             |                  |                  |                  |                  |                  |                  |                  |
| 11.              | Ernold Same           | 2:07             |                  |                  |                  |                  |                  |                  |                  |
| 12.              | Globe Alone           | 2:23             |                  |                  |                  |                  |                  |                  |                  |
| 13.              | Dan Abnormal          | 3:24             |                  |                  |                  |                  |                  |                  |                  |
| 14.              | Entertain Me          | 4:19             |                  |                  |                  |                  |                  |                  |                  |
| 15.              | Yuko and Hiro         | 5:24             |                  |                  |                  |                  |                  |                  |                  |
| 56:56            |                       |                  |                  |                  |                  |                  |                  |                  |                  |

| Format vinyle | Format vinyle         | Format vinyle | Format vinyle | Format vinyle | Format vinyle | Format vinyle | Format vinyle | Format vinyle | Format vinyle |
| No            | Titre                 | Durée         |               |               |               |               |               |               |               |
| ------------- | --------------------- | ------------- | ------------- | ------------- | ------------- | ------------- | ------------- | ------------- | ------------- |
| A1.           | Stereotypes           | 3:10          |               |               |               |               |               |               |               |
| A2.           | Country House         | 3:57          |               |               |               |               |               |               |               |
| A3.           | Best Days             | 4:49          |               |               |               |               |               |               |               |
| A4.           | Charmless Man         | 3:34          |               |               |               |               |               |               |               |
| A5.           | Fade Away             | 4:19          |               |               |               |               |               |               |               |
| A6.           | Top Man               | 4:00          |               |               |               |               |               |               |               |
| A7.           | The Universal         | 3:58          |               |               |               |               |               |               |               |
| B1.           | Mr. Robinson's Quango | 4:02          |               |               |               |               |               |               |               |
| B2.           | He Thought of Cars    | 4:15          |               |               |               |               |               |               |               |
| B3.           | It Could Be You       | 3:14          |               |               |               |               |               |               |               |
| B4.           | Ernold Same           | 2:07          |               |               |               |               |               |               |               |
| B5.           | Globe Alone           | 2:23          |               |               |               |               |               |               |               |
| B6.           | Dan Abnormal          | 3:24          |               |               |               |               |               |               |               |
| B7.           | Entertain Me          | 4:19          |               |               |               |               |               |               |               |
| B8.           | Yuko and Hiro         | 5:24          |               |               |               |               |               |               |               |
| 56:56         |                       |               |               |               |               |               |               |               |               |

### Interprètes
- Damon Albarn : chant, piano, orgue, claviers
- Graham Coxon : guitare électrique, guitare acoustique, banjo, chœurs, saxophone
- Alex James : guitare basse, chœurs
- Dave Rowntree : batterie, chœurs

#### Musiciens additionnels
- Cathy Gillat – chant (piste 15)
- Angela Murrell – chœurs (piste 7)
- Teresa Jane Davis – chœurs (piste 7)
- Ivan McCermoy – violoncelle
- Louisa Fuller – violon
- Rick Koster – violon
- John Metcalfe – alto
- Simon Clarke – saxophone
- Tim Sanders – saxophone
- Neil Sidwell – trombone
- Roddy Lorimer – trompette

### Équipe de production
- Stephen Street – production
- John Smith – ingénieur du son
- Julia Gardner – assistante ingénieure du son
- Tom Girling – assistant ingénieur du son
- Nels Israelson – photographie
- Tom King – photographie

## Versions
- La version française comporte le morceau To the End (La Comédie) interprété avec Françoise Hardy. (Cette version apparait aussi en face B du single Country House. La version originale, en partie en langues française et anglaise, était déjà disponible en single et sur Parklife, le précédent album du groupe ; les parties en français étaient alors interprétées par la chanteuse Lætitia Sadier du groupe Stereolab).
- La version japonaise inclut les titres Ultranol et No Monsters in Me.

On notera aussi la présence en fin d'album, quelle que soit la version, d'une courte chanson cachée sans titre, qui n'est autre qu'une reprise instrumentale du titre Ernold Same.

## Sources et références
1. ↑  link
2. ↑  (en) Lindsay Zoladz, « Blur : Blur 21 / 8.5 », sur pitchfork.com, 31 juillet 2012 (consulté le 8 septembre 2020).
3. ↑  Damon Albarn critiquant ses propres albums

- (en) Cet article est partiellement ou en totalité issu de l’article de Wikipédia en anglais intitulé « The Great Escape » (voir la liste des auteurs).